# Morgan Conway
Morgan Conway  (Sydney Conway: Newark, de Nueva Jersey, 16 de marzo de 1903 – Livingston, de Nueva Jersey, 16 de noviembre de 1981) fue un actor estadounidense conocido principalmente por su encarnación del detective Dick Tracy. 

## Biografía
Estudió en la Universidad de Columbia, en la ciudad de Nueva York. 
Conway fue uno de los miembros fundadores del Sindicato de Actores estadounidense. Su primera actuación para el cine tuvo lugar en el film de 1934 Looking for Trouble, de William A. Wellman. 
Durante muchos años fue un actor independiente, trabajando para estudios diversos interpretando pequeños papeles o a personajes de reparto. Su actuación más conocida en ese período tuvo lugar probablemente en la producción Charlie Chan in Reno (1939).
Merdiada la década de 1940 tenía contrato con RKO Pictures, y fue elegido para interpretar al detective del cómic de Chester Gould Dick Tracy en un par de filmes: Dick Tracy y Dick Tracy vs. Cueball. Diversos medios, incluyendo al escritor de Dick Tracy Max Allan Collins, consideran que Conway fue el mejor intérprete del detective. 
Las películas de Conway tuvieron éxito en los cines, pero los exhibidores se habían acostumbrado a la figura del primer Dick Tracy, el actor Ralph Byrd. Byrd había interpretado el papel en cuatro seriales de éxito, y físicamente se parecía más al personaje del cómic. Por ello algunos exhibidores solicitaron a RKO hacer más filmes de Tracy, pero interpretados por Byrd. RKO le sustituyó, reasignando a Conway para interpretar dos filmes de serie B. El estudio dejó prácticamente de rodar este tipo de filmes en 1947, por lo que el contrato de Conway no se renovó.
Morgan Conway abandonó el cine y volvió a Nueva Jersey, falleciendo a los 78 años de edad en la población de Livingston.